# Mason Dye
Mason Dye (Shawnee, 15 de julho de 1994) é um ator americano conhecido por seus papéis em Teen Wolf, Flowers in the Attic, e na quarta temporada de Stranger Things.

## Início de vida
Mason Dye nasceu em Shawnee, Oklahoma. Ele cresceu em Ada, Oklahoma com o irmão mais velho Preston e a irmã mais nova Taylor, que é conhecida por ser metade da dupla country Maddie &amp; Tae.

## Carreira
Dye começou sua carreira com um papel de coadjuvante no filme Adventures of Bailey: A Night in Cowtown e recorrente na websérie Secret Diary of an American Cheerleader 2: The Fierce One. Em 2014, ele interpretou Christopher Dollanganger no filme do Lifetime Flowers in the Attic, baseado no romance de VC Andrews. Ele também participou das séries de televisão Review e Teen Wolf. Em 2015, Dye interpretou Victor no filme do Lifetime My Stepdaughter. Ele também fez uma participação especial em Major Crimes, Roommates e Finding Carter.
Em 2016, Dye interpretou Tyler Evans no filme dramático Natural Selection, ao lado de Katherine McNamara. No mesmo ano, ele estrelou como Josh Jackson no filme de ação e aventura Vanished – Left Behind: Next Generation, ao lado de Amber Frank e Dylan Sprayberry. Em 2017, Dye interpretou Bruce Kane no filme de suspense do Lifetime Stalker's Prey. Ele também estrelou como Tyler Pemhardt no filme de terror Truth or Dare, exibido no canal Syfy. Em 2018, ele interpretou Matt no filme The Wrong Son. Em 2022, Dye entrou para o elenco da quarta temporada de Stranger Things, série original da Netflix, como o atleta Jason Carver.

## Filmografia

### Cinema
| Ano  | Título                                   | Papel        | Notas |
| ---- | ---------------------------------------- | ------------ | ----- |
| 2013 | Adventures of Bailey: A Night in Cowtown | Marc         |       |
| 2016 | Natural Selection                        | Tyler Evans  |       |
| 2016 | Vanished – Left Behind: Next Generation  | Josh Jackson |       |

### Televisão
| Ano  | Título               | Papel                      | Notas                                        |
| ---- | -------------------- | -------------------------- | -------------------------------------------- |
| 2014 | Flowers in the Attic | Christopher Dollanganger   | Telefilme (Lifetime)                         |
| 2014 | Review               | Tyler                      | Episódio: "Revenge; Getting Rich; Aching"    |
| 2014 | Teen Wolf            | Garrett                    | 4 episódios                                  |
| 2015 | Finding Carter       | Damon                      | 9 episódios                                  |
| 2015 | My Stepdaughter      | Victor                     | Telefilme (Lifetime)                         |
| 2016 | Major Crimes         | Eric Hayes                 | Episódio: "Family Law"                       |
| 2017 | Stalker's Prey       | Bruce Kane                 | Telefilme (Lifetime)                         |
| 2017 | Truth or Dare        | Tyler Pemhardt             | Telefilme (Syfy)                             |
| 2018 | The Wrong Son        | Matt                       | Telefilme (Lifetime)                         |
| 2019 | Bosch - Season 5     | Tom                        | 5 episódios                                  |
| 2019 | The Goldbergs        | Rick Kentwood - 1 episódio | ABC                                          |
| 2022 | Stranger Things      | Jason Carver               | Papel recorrente (4.ª temporada) 8 episódios |

### Internet
| Ano  | Título                                                    | Papel   | Notas       |
| ---- | --------------------------------------------------------- | ------- | ----------- |
| 2013 | Secret Diary of an American Cheerleader 2: The Fierce One | Brandon | 5 episódios |
| 2016 | Roommates                                                 | Mason   | 8 episódios |

### Clipes musicais
| Ano  | Título             | Artista      |
| ---- | ------------------ | ------------ |
| 2015 | "Shut Up and Fish" | Maddie & Tae |